# Navire-leurre
 (novembre 2015).
Si vous disposez d'ouvrages ou d'articles de référence ou si vous connaissez des sites web de qualité traitant du thème abordé ici, merci de compléter l'article en donnant les références utiles à sa vérifiabilité et en les liant à la section « Notes et références ».
Les navires-leurres (en anglais : Q-ships) étaient de petits navires d'allure marchande dissimulant des armes lourdes destinés à attirer les sous-marins ennemis en surface pour les couler au canon, leur petite taille ne justifiant pas le gaspillage d'une torpille par le sous-marin.
Ils furent notamment utilisés lors des deux batailles de l'Atlantique, lors de la Première et Seconde Guerre mondiale.

## Première Guerre mondiale

### Aspect et armement

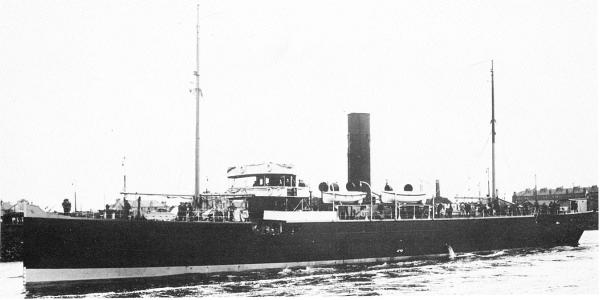
Q-ship britannique HMS Tamarisk.

Les navires-leurres sont de petits navires, cargos ou voiliers. Ils sont choisis pour leur aspect commun et ne doivent pas attirer l'attention.
Ils vont être armés de plusieurs canons. Le nombre et l'emplacement varient selon les navires. En plus des canons, on rajoute des mitrailleuses pour tirer sur l'équipage du sous-marin, et en particulier sur les servants de son canon ou les officiers présents sur le kiosque. Certains porteront des tubes lance-torpilles dans la coque. On trouvera des armes plus originales, comme des filets dérivants garnis de mines, voire des dispositifs dispensant des gaz asphyxiants. Ces derniers étant destinés aux équipes attaquant le U-Boot à l'abordage. Cela paraît farfelu au premier abord, mais était basé sur la manière d'opérer des Allemands qui ordonnaient au capitaine du cargo arraisonné de venir à son bord, dans un canot, et avec ses documents. On imaginait alors que les hommes du canot pouvaient mettre hors de combat les marins présents sur le pont du sous-marin et jeter à l'intérieur ces bombes à gaz. Il ne semble pas cependant que ceci soit réellement arrivé, même si des tentatives eurent lieu.
Le HMS Dunraven (en) aligne ainsi un canon de 102 mm, 4 de 12 livres et 2 tubes lance-torpilles de 356 mm cachés dans la coque. Le Marguerite français aura, lui, 4 canons de 75 mm. 
Les canons sont camouflés derrière des cloisons amovibles, simulant des superstructures. D'autres camouflages plus créatifs, inspirés des décors de théâtre, seront également utilisés : fausse chaloupe repliable (en toile peinte sur une légère armature de bois), faux rouf en planches à cloisons rabattables, ou encore caisses de bois repliables simulant une cargaison en pontée. Pour les petits voiliers de cabotage, qui à l'époque ne disposaient jamais de radio et rarement de moteur auxiliaire, un souci supplémentaire est de camoufler dans le gréement les antennes radio (à l'époque très encombrantes et pourvues de peu discrets isolateurs en porcelaine) et les tuyaux d'échappement moteur. Le camouflage ne suffisant pas à assurer à lui seul la discrétion, il faut aussi fréquenter des routes commerciales et des escales vraisemblables. L'équipage doit respecter le secret et avoir une apparence crédible de matelots civils. Précaution supplémentaire, les cales sont remplies de tonneaux vides, de poutres de bois ou autres matériaux susceptibles de leur permettre de flotter (et continuer même à combattre) s'ils venaient à être torpillés.
Les Français armeront de leur côté le même genre de bateaux-pièges que les Britanniques, mais en nombre nettement plus faible. Entre autres, des pseudo-cargos construits aux Ateliers et chantiers de Bretagne, à Nantes, sont livrés en 1917, à l'initiative du commandant Jean-Baptiste Charcot. Trois cargos de 52 mètres et 500 tonnes, armés de quatre pièces de 90 mm, d'un 47 mm et de mitrailleuses, dénommés Meg, Michel & René et Jeanne & Geneviève. Leur équipage est composé notamment de marins de la Marine nationale, qui auront droit à une allocation spéciale de 25 francs pour achat de vêtements civils. Dans certains cas, l'équipage est entièrement militaire. Chez les Français, ils seront dénommés « équipes spéciales ». Ainsi, le 25 juin 1917, le voilier-piège Normandy, armé par la 3e équipe spéciale, combat et coule un U-Boot[Lequel ?] au large de Cherbourg (Cherbourg-en-Cotentin depuis le 1er janvier 2016). 
Un autre Q-ship français, le cargo Marguerite VI, ancien cargo allemand nommé Adrana saisi à Rouen, d'abord confié au lieutenant de vaisseau Collon, se distingue ensuite sous les ordres du lieutenant de vaisseau Lafargue : il soutient trois engagements en 1917 dans le golfe de Gascogne avec des sous-marins allemands, en endommageant un et coulant l'autre le 17 juin 1917, après un combat acharné qui laisse le navire en proie à un grave incendie et plusieurs voies d'eau. Maintenu à flot de justesse, le Marguerite VI se traine jusqu'à Saint-Jean-de-Luz et est renfloué non sans difficultés. Vendu à un armateur danois après guerre, et rebaptisé Helle, il survit aussi à la Seconde Guerre mondiale et navigue encore en 1960, arborant dans sa timonerie la croix de guerre décernée au navire en 1917.
Une classe d'avisos français, la classe Arras, a été construite à partir de 1918 avec une silhouette ressemblant à celle d’un cargo pour tromper les commandants de sous-marins.

### Utilisation
La technique choisie voit le Q-ship croiser sur une route utilisée par les navires marchands. Il est même prévu qu'il se déguise en neutre, arborant des couleurs de compagnies maritimes de ces pays. Il est simplement recommandé d'arborer le pavillon national réel avant d'ouvrir le feu.
Attaqués par un U-Boot, ils doivent se comporter comme un navire marchand, obéissant sans discuter à l'ordre de stopper. S'il est sous le feu du sous-marin, une partie de l'équipage, en civil, doit simuler une évacuation précipitée, pendant que l'autre reste, cachée, auprès des canons. Quand le sous-marin est assez proche, les fausses cloisons sont rabattues pour permettre le tir des canons. Si c'est possible, le Q-ship cherche à éperonner son adversaire.
Le premier succès date du 24 juillet 1915, lorsque le Prince Charles coule le U-36.
Le 19 août de la même année, le HMS Baralong (en) coule le U-27. Cette action sera très controversée : le commandant du Baralong, l'agressif Godfrey Herbert (en), surprend Le U-27 alors qu'il est en train de couler au canon un cargo mixte anglais, le Nicosian, après avoir laissé à l'équipage le temps de mettre à la mer les chaloupes de sauvetage. Arborant le pavillon américain (encore neutre à cette date), Herbert s'approche et signale son intention de recueillir les naufragés, ce que le capitaine allemand Bernd Wegener accepte en faisant cesser le tir le temps du sauvetage. Déferlant alors le white ensign (pavillon de guerre britannique) et démasquant ses canons à à peine 500 m de distance, Geoffrey Herbert coule le U-27 avec trente-quatre obus, en un temps record. Une douzaine de marins allemands, dont Wegener, tentent de se réfugier à bord du Nicosian, encore à flot, qui a à bord une équipe de prise venue du U-27, mais certains sont mitraillés dans l'eau, d'autres escaladent l'échelle de pilote ou les garants des chaloupes du Nicosian. Herbert envoie alors un détachement de fusiliers marins, avec instruction de ne pas faire de prisonniers : le détachement retrouve les marins allemands dans la chaufferie du Nicosian et les abat sans sommations. Wegener, qui s'est jeté à l'eau par un hublot, est achevé d'une balle. 
Dans son rapport, Herbert invoquera sa crainte de voir les marins allemands saborder le Nicosian, ainsi que la fureur vengeresse de ses matelots suite au récent torpillage des paquebot Lusitania et Arabic. L'amirauté britannique décrète le secret, mais l'affaire filtre dans la presse américaine via les passagers rescapés et est invoquée par le haut commandement allemand pour décréter la guerre sous-marine sans restriction.

### Les résultats
Au long du conflit, 180 Q-ships auront été armés par les Britanniques. Lors de 150 engagements, ils couleront 14 U-Boots, revendiqueront des dommages causés à 60 autres, pour le prix de 27 Q-ships coulés. Jusqu'à la fin du conflit, les Britanniques nient l'existence de tels navires.
La crainte de rencontrer ces bateaux-pièges conduit les Allemands à minimiser les risques en torpillant désormais sans avertissement les cargos rencontrés.
Les résultats numériques bruts des Q-ships se révélèrent au total décevants en termes de destruction de sous-marins, l'arme la plus efficace étant en fait l'organisation de convois escortés par des navires de guerre.
Les promoteurs de cette stratégie invoquent son utilité psychologique en incitant à la prudence les commandants des U-Boots face à ce qu'ils appelaient des U-boot Fälle (pièges à sous-marins) mais ses détracteurs pointent le durcissement de la guerre sous-marine au cours de la Première Guerre mondiale (qui empirera encore durant la Seconde) : alors que les instructions de l'amirauté allemande aux commandants de U-Boots au début de la guerre préconisaient l'arraisonnement des navires marchands en laissant aux équipages le temps d'évacuer, la tactique évoluera vers le torpillage sans avertissement.

## Seconde Guerre mondiale
Des navires-leurres furent employés au cours de la Seconde Guerre mondiale par les marines allemande, anglaise et américaine, sans toutefois de succès significatifs.

## Sens dérivés
Le nom générique des bateaux pièges dans la marine anglaise, Q-ships vient de ce que ces navires avaient, durant la Première Guerre mondiale, leur base opérationnelle au port de Queenstown en Irlande (aujourd'hui Cobh depuis l'indépendance de l'Irlande en 1920). Ce port est un des premiers sur la route maritime Amérique du Nord-Europe dans le sens Ouest-Est. C'est d'ailleurs juste en face de Queenstown que les paquebots Lusitania et Arabic sont torpillés, le premier par le sous marin allemand U-20 en avril 1915, le second par le U-24 le 19 août 1915.
Le nom de Q-ship a ensuite été décliné dans le domaine d'expression anglais pour désigner un objet ou un équipement agressif ou belliqueux dissimulé sous un apparence anodine :
- Ainsi dans les années 1930 et 40 le terme « Q-car » désignait une petite voiture populaire à l'aspect cabossé mais équipée d'un moteur « gonflé » qui permettait à son propriétaire de mystifier les orgueilleux conducteurs de voitures puissantes, ou une voiture de police banalisée équipée de façon similaire.
- L'armurier-inventeur des films de James Bond, longtemps incarné par l'acteur gallois Desmond Llewelyn, qui fournit des armes à feu dissimulées dans des objets d'apparence inoffensive (stylo, briquet, parapluie, etc.) et autres gadgets aussi ingénieux que mortels est dénommé « Q » pour les mêmes raisons.